# Kauffenheim
Kauffenheim es una localidad y comuna francesa, situada en el departamento de Bajo Rin en la región de Alsacia.
| 112 | 120 | 136 | 176 | 202 | 209 |
| Para los censos de 1962 a 1999 la población legal corresponde a la población sin duplicidades (Fuente: INSEE [Consultar]) |     |     |     |     |     |